# تاريخ الكون
يصف تاريخ الكون (بالإنجليزية: Chronology of the universe)‏ تاريخ نشأة الكون ومستقبله وفقا لنظرية الانفجار الكبير. قُدّر بدء المراحل الأولى من وجود الكون قبل 13.8 مليار سنة مع عدم يقين يبلغ نحو 21 مليون سنة ونسبة ضمان 68 ٪.

## المراحل الخمسة لتاريخ الكون
من المناسب تقسيم تاريخ الكون منذ نشأته إلى خمسة أقسام. وغير واضح فيما إذا كان هناك زمنًا يسبق هذا التأريخ.

### الكون المبكر جدًا
أول جزء من الثانية (واحد من التريليون من الثانية) من الزمن الكوني. ويتضمن حقبة بلانك، والتي قد لا تنطبق عليها قوانين الفيزياء المستخدمة حاليًا؛ ظهور القوى الأساسية الأربعة أولها الجاذبية، ومن ثم القوى النووية القوية والضعيفة والقوة الكهرومغناطيسية؛ وتمدد الفضاء والتبريد الفائق للكون الحار الذي بقيت حرارته هائلة بسبب الانتفاخ الكوني والذي يقال أنه ناتج من القوى النووية القوية والكهرومغناطيسية.
ويعتقد بأن التموجات الخفيفة في الكون في هذه المرحلة كانت أساس تشكل الهياكل الكبيرة في وقت لاحق. توجد مراحل مختلفة لهذه الفترة من الكون المبكر. إذ أن الأجزاء الأقدم تقع خارج نطاق البحث في الفيزياء الجزيئية ولكن يمكن اكتشافها بوسائل أخرى.

### الكون المبكر
ودام نحو 377,000 سنة. ومبدئيًاً ظهرت العديد من الجزيئات غير الذرية في هذه المرحلة. وتتضمن هذه الجزيئات كميات متساوية من المادة والمادة المضادة، لذلك تفنى معظمها بسرعة مخلّفةً بقايا صغيرة من المادة في الكون.
وفي ثانية واحدة، تتصوّع النيوترينوهات والتي تشكل الخلفية النيوتريوية الكونية.  وإذا وُجد ثقب أسود فإنها تتشكل أيضًاً بنحو الثانية حسب الزمن الكوني. وتظهر الجزيئات الذرية المركبة -من ضمنها النيوترونات والبروتونات- وبحدود الدقيقتين تصبح الظروف مناسبة من أجل التراكب النووي: تندمج نسبة 25% من البروتونات وكل النيوترونات مشكلة عناصر أثقل مثل الديوتيريوم مبدأيًا والذي يندمج مشكلاً هيليوم.
وخلال 20 دقيقة لا يكون الكون حارًا بما يكفي من أجل الاندماج ولكن تعتبر حرارته مناسبة من أجل تواجد الذرات المعتدلة أو لكي تنتقل الفوتونات لمسافات بعيدة. وبذلك تكون البلازما غير الشفافة. وبحدود 47,000 سنة حين برد الكون بدأ سلوكه بالاقتصار على المادة أكثر من الإشعاع. وبعد نحو  10,000 سنة تشكل أول جزء وهو هيدريد الهيليوم. (ولاحقًاً تفاعل كل من الهيدروجين وهيدريد الهيليوم ليشكلان الهيدروجين الجزيئي وهو الوقود الذي احتاجته أوائل النجوم).
وبعد نحو  377,000 سنة أصبح الكون باردًاً كفاية لتتشكل الذرات المعتدلة وكنتيجة لذلك أيضًاً أصبحت شفافة للمرة الأولى. ووصلت الذرات المتشكلة حديثاً- بشكل رئيسي الهيدروجين والهيليوم مع آثار من الليثيوم - بسرعة  إلى أدنى مستوى طاقي لها (مستوى الخمول) بعد إطلاق الفوتونات (تصوع الفوتون) ولا تزال هذه الفوتونات تمثل الخلفية الكونية من الأمواج الميكروية (CBM). وهذا هو أقدم تصور لدينا عن الكون.

### العصور المظلمة
وظهور الهياكل الكبيرة من 377,000 وحتى نحو  1 مليار سنة. بعد إعادة الاتحاد والتصوع كان الكون شفافًاً ولكن انهارت الغيوم الهيدروجينية ببطء لتشكل نجومًاً ومجرات، لذلك لم يمكن هناك مصادر للضوء. والفوتونات الوحيدة في الكون (الإشعاع الكهرومغنطيسي أو الضوء) كانت تلك المنبعثة أثناء التصوع (وهي مرئية اليوم وتمثل الخلفية الكونية من الأمواج الميكروية) وتطلق انبعاثات راديوية عادة من ذرات الهيدروجين. وملأت الفوتونات المتصوّعة الكون ببريق برتقالي فاتح رائع في البداية وتحولت تدريجيًاً إلى أطوال موجات غير مرئية بعد نحو 3 ملايين سنة، تاركة الكون من دون ضوء مرئي. وتعرف هذه الفترة بالعصور المظلمة.
بين الفترة من 10 إلى 17 مليون سنة كانت درجة حرارة الكون مناسبة لتشكل الماء السائل (273-373 k).
وكانت هناك تكهنات فيما إذا قد تشكلت كواكب صخرية أو ظهرت الحياة الفعلية لفترة وجيزة، تبعًا للحسابات الإحصائية فإن جزء صغير من الكون كان يمكن أن يتميز بظروف مختلفة عن الأجزاء الأخرى واكتسب الحرارة المناسبة من الكون ككل.
في وقت ما بين الفترة من 200 إلى 500 مليون سنة تشكلت الأجيال الأولى من النجوم والمجرات (ما تزال الأبحاث جارية لتحديد التوقيت الدقيق) ونشأت الهياكل الكبيرة المبكرة تدريجيًاً والتي تشكل المادة المظلمة على هيئة رغوة والتي بدأت بالفعل في التجمع في جميع أنحاء الكون. الأجيال الأولى من النجوم لم تتم مراقبتها بعد من الناحية الفلكية. قد تكون ضخمة (بما يعادل  100 إلى 300 ضعف حجم الشمس) وغير معدنية وعاشت لفترات قصيرة جدًا مقارنة بمعظم النجوم التي نراها اليوم، لذلك فإنها عادةً تستهلك الهيدروجين وتنفجر بعد ملايين السنين متحولة إلى مستعر أعظم ازدواجي عالي الطاقة وغير مستقر. تشير نظريات أخرى إلى أن الأجيال الأولى ربما تضمنت نجومًا صغيرة لا يزال بعضها يحترق حتى اليوم. في كلتا الحالتين شكّلت هذه الأجيال المبكرة من المستعرات الأعظمية معظم العناصر اليومية التي نراها من حولنا اليوم ومدّت الكون بالطاقة.
ظهرت مع مرور الوقت مجموعات وعناقيد المجرات. في مرحلة ما أدت الفوتونات ذات الطاقة العالية من النجوم القديمة والمجرات القزمية وربما النجوم البعيدة  إلى ظهور فترة من إعادة التأيين التي بدأت تدريجيًا بين الفترة من 250 إلى 500 مليون سنة واُستكملت بنحو  700 إلى 900 مليون سنة وتضاءلت بعد نحو مليار سنة (التوقيت الدقيق ما زال قيد الدراسة). تحول الكون تدريجيًاً إلى الكون الذي نراه حولنا اليوم ولم تنته العصور المظلمة بالكامل إلا بعد نحو مليار سنة.

### الكون الذي نعرفه اليوم
ظهر منذ مليار سنة وقد يمتد إلى 12.8 مليار سنة وسيبقى على هذه الحال لمليارات السنين. بدأ القرص الرقيق لمجرتنا بالتشكل منذ 5 مليارات سنة (8.8 مليار سنة) وتشكل نظامنا الشمسي منذ نحو  9.2 مليار سنة (4.6 مليار سنة) وظهرت آثار الحياة الأولى على الأرض منذ 10.3 مليار سنة (3.5 مليار سنة).
منذ نحو  9.8 مليار سنة من الزمن الكوني بدأ التوسع البطيء للفضاء بالتسارع تدريجيًاً تحت تأثير الطاقة المظلمة والتي قد تكون حقلًا قياسيًا في جميع أنحاء الكون. يتم فهم الكون في الوقت الحاضر بشكل جيد ولكن بعد نحو  100 مليار سنة من الزمن الكوني (نحو  86 مليار سنة في المستقبل) فإن حالات عدم اليقين في المعرفة الحالية تعني أننا أقل ثقة في المسار الذي سيتخذه الكون.

### المستقبل البعيد
في وقت ما سينتهي عصر الكون الحالي أو ما يسمى Stelliferous Era إذ لن تولد النجوم بعدها وسيعني امتداد الكون أن الكون الذي يمكن ملاحظته يصبح مقتصرًا على المجرات المحلية. هناك سيناريوهات مختلفة للمستقبل البعيد والمصير النهائي للكون. إن المعرفة الأكثر دقة لكوننا الحالي ستسمح بفهم هذه الأمور بشكل أفضل.

## الانفجار الكبير
يعتمد النموذج القياسي لعلم الكون على نموذج الزمكان الذي يطلق عليه مقياس فريدمان- ليمايتر- روبرتسون ووكر (FLRW). يوفر المقياس حساب المسافة بين الأجسام ومقياس FLRW هو الحل الدقيق لمعادلات حقل أينشتاين مع افترض أن بعض الخصائص الأساسية للفضاء مثل التجانس وتوحد الخواص صحيحة. يتوافق مقياس FLRW مع أدلة أخرى جازمة ما يدل على أن الكون قد توسّع منذ الانفجار الكبير.
إذا افترضنا أن معادلات مقياس FLRW صالحة طوال فترة العودة إلى بداية الكون فيمكننا متابعتها في الوقت المناسب إلى درجة تشير فيها المعادلات إلى أن جميع المسافات بين الأجسام في الكون كانت صفرية أو متناهية في الصغر. (هذا لا يعني بالضرورة أن الكون كان صغيرًا لحظة الانفجار الكبير، على الرغم من أنه يمثل بالفعل أحد الاحتمالات.) يوفر هذا نموذجًا للكون الذي يطابق جميع الملاحظات المادية الحالية بشكل وثيق للغاية. وتسمى هذه الفترة الأولى من التسلسل الزمني للكون بـ «الانفجار الكبير». لا يحاول النموذج القياسي لعلم الكون شرح سبب بدء الكون وهذا يفسر فقط كيف تطور الكون ماديًا فور حدوث تلك اللحظة.